# Єнчепінг (аеропорт)
Аеропорт Єнчепінг (швед. Jönköping flygplats) (IATA: JKG, ICAO: ESGJ), раніше знаний як Аеропорт Аксамо ((швед. Axamo flygplats) — аеропорт, розташований за 8 км від Єнчепінга, Швеція .

## Історія
Аеропорт був заснований і відкритий в 1961 році і перебував у національній власності до грудня 2009 року. Відтоді він належить місту Єнчепінг.
Він втратив багато пасажирів і вважався малим для національного аеропорту. 2008 року він обслугував лише 76 611 пасажирів проти 252 241 в 1998 році. Сполучення з Копенгагеном кілька разів закривали і відкривали. Стокгольмський маршрут було закрито в 2020 році. Пасажирообіг знижувався роками і остаточно закрився в 2020 році після зменшення попиту через пандемію коронавірусу .  Багато хто їде на поїзді або  до місця призначення або до конкуруючих аеропортів. Відстань до аеропорту Гетеборг Ландветтер становить 140 км, до Стокгольма 320 км і до Копенгагена 330 км.

## Авіакомпанії та напрямки
| Авіакомпанія      | Пункт призначення                            |
| ----------------- | -------------------------------------------- |
| Aegean Airlines   | Сезонний чартер: Ханья                       |
| Novair            | Сезонний чартер: Закінф                      |
| Sunclass Airlines | Сезонний чартер: Анталія, Пальма-де-Мальорка |

## Статистика

### Авіатрафік
| Рік  | Пасажирообіг | Зміна     | Вітчизняний | Зміна     | Міжнародний | Зміна     |
| ---- | ------------ | --------- | ----------- | --------- | ----------- | --------- |
| 2019 | 66 601       | ▼ 0 33,7% | 17383       | ▼ 0 29,6% | 49218       | ▼ 0 35,1% |
| 2018 | 100 504      | ▼ 0 11,8% | 24 680      | ▼ 0 30,7% | 75 824      | ▼ 0 3,2%  |
| 2017 | 113916       | ▲ 0 1,3%  | 35 589      | ▲ 0 5,5%  | 78 327      | ▲ 0 0,6%  |
| 2016 | 112 506      | ▲ 0 5,2%  | 33 738      | ▲ 0 6,9%  | 78 768      | ▲ 0 4,5%  |
| 2015 | 106 923      |           | 31 546      |           | 75 377      |           |
| 2014 | 95 133       |           |             |           |             |           |
| 2013 | 93,993       |           |             |           |             |           |
| 2012 | 77 670       |           |             |           |             |           |
| 2011 | 82 805       |           |             |           |             |           |
| 2010 | 73000        |           |             |           |             |           |
| 2009 | 62 918       |           |             |           |             |           |
| 2008 | 76611        |           |             |           |             |           |

Див. джерело запитів Вікіданих та джерела.

## Наземний транспорт

### Автобус
Автобуси Länstrafiken вирушають з прив'язкою до рейсів.
У терміналі прибуття є телефон, безпосередньо під'єднаний до місцевої компанії таксі.

### Автостоянка
Є парковка в аеропорту, короткострокові та довгострокові стоянки.